# Vincent Cuvellier
Vincent Cuvellier (Brest, 3 ottobre 1969) è uno scrittore francese che vive a Bruxelles.

## Biografia
Interrompe i suoi studi a 16 anni e pubblica il suo primo libro, La troisième vie nel 1987, a 17. Per questo libro, ha vinto il premio "Premio del giovane scrittore di lingua francese".
Dopo aver fatto decine di lavori, dal 2001, è scrittore a tempo pieno e ha pubblicato più di settanta libri in campi diversi come romanticismo, album, fumetti, documentari, notizie, saggi, libretti musicali, principalmente per i giovani. Nel 2006 ha pubblicato La première fois que je suis née. I suoi principali editori sono Gallimard Jeunesse e Éditions du Rouergue. È anche direttore della collezione T'être qui toi? Éditions Actes Sud con dodici titoli pubblicati. 
Ha pubblicato due libri sul lavoro scrittore per bambini: La fois où je suis devenu écrivain nel 2012 (Rouergue) e Je ne suis pas auteur jeunesse nel 2017 (Gallimard-Giboulées). 
È anche il creatore della serie del "petit garçon têtu" Émile, illustrato da Ronan Badel, creato nel 2012. 
Nel 2010 ha vinto il "Premio Fiction" a Bologna Children's Book Fair per il CD-album Ici, Londres,  da lui scritto e illustrato da Anne Herbauts. 
Nel 2017 ha scritto un fumetto, disegnato da Max de Radiguès, La Cire moderne (Casterman).

## Opere

### Littérature jeunesse
- Serie Émile, illustrata da Ronan Badel, di cui:
  - Émile est invisible (Gallimard-Giboulées), 2012 ISBN 978-2070644254
- Kilomètre zéro, 2001
- La settima onda, 2002
- Scappiamo!, 2004 ISBN 978-2841565528
- Vive la mariée !, 2006
- La nuit de mes 9 ans, 2006
- Le grand secret, 2006 ISBN 978-2070633579
- La première fois que je suis née, 2006 ISBN 978-2070632374
- Giancretino e io, 2007
- L'enfant qui grandissait, 2008 ISBN 978-2070616091
- L'Histoire de Clara, 2009 ISBN 978-2070622023
- La légendaire histoire des 12 sœurs Flute, 2010 ISBN 978-2070695454
- Le temps des Marguerite, 2009
- Ici Londres, da un'idea originale de Vincent Cuvellier; testi Vincent Cuvellier; illustrazioni Anne Herbauts, 2009 - album CD
- La fois où je suis devenu écrivain, 2012
- Les enfants sont méchants, Illustrations d'Aurélie Guillerey, 2012 ISBN 978-2070639366
- La zuppa dell'Orco, 2016
- Je ne suis pas un auteur jeunesse, 2017 ISBN 978-2-07-065372-0
- Les jours pairs, 2017
- Mon fils, 2017.
- Io sono Bellaq

## Premi e riconoscimenti
- 1987 : Premio del giovane scrittore di lingua francese
- 2004 : Prix Tam-Tam per Tu parles, Charles !, illustrato da Charles Dutertre
- 2010 : Menzione Prix Fiction, Bologna Children's Book Fair per Ici, Londres, illustrato da Anne Herbauts
- 2013 : Prix Sorcières[4]
- 2013 : Prix des libraires du Québec, sezione giovani[5]
- 2017 : Premio Andersen (categoria 6-9 anni) per La zuppa dell'Orco
- 2017 : Premio letterario Vittoria Samarelli (Castel Goffredo)[6]